# 中山紗希
中山 紗希（なかやま さき、1994年8月22日 - ）は、日本海テレビのアナウンサー、記者、防災士。

## 来歴
鳥取県鳥取市出身。鳥取市立国府東小学校、鳥取市立国府中学校、鳥取県立鳥取東高等学校理数科、鳥取大学卒業。
2018年から4年間NHK鳥取放送局の契約キャスターを務めた後、2022年4月に日本海テレビに入社。

## 人物
高校在学中の2012年に鳥取県議会の「平成24年度高校生議会」に参加した。
高校時代には生徒会長をしたり、鳥取県主催のアメリカ・バーモント州青少年交流事業（ホームステイ）に参加した経験がある。在学中には鳥取東高校創立90周年記念式典の生徒代表挨拶をし、その10年後の創立100周年の際には記念誌へ寄稿した。
大学在学中の2017年に「第19代鳥取しゃんしゃん鈴の音大使」（任期：2017年6月2日 - 2018年8月13日）に任命され、PR活動を行った。
関西アナウンススクール出身。
同じく日本海テレビでアナウンサーをしている小林沙貴（元NHK鳥取放送局契約キャスター）とは、共通の経歴（NHK鳥取放送局契約キャスター→日本海テレビアナウンサー、防災士）を持つ。小林は2015年から3年間NHK鳥取放送局の契約キャスターを務めた後、2018年4月に日本海テレビに入社した。
入社当日にニュースevery日本海で民放デビューし、そのわずか3ヶ月後に同番組のキャスターに抜擢される。
入社後はアナウンサーをしながら報道記者も兼務している。
担当は司法・警察
「とっとりSDGsシーズン2022」で、日本海テレビSDGsアンバサダーとして活動している。
2022年11月18日に防災士の資格を取得した。
免許・資格は小学校教諭一種免許状、幼稚園教諭一種免許状、防災士。

## 現在の担当番組

### 日本海テレビ
- One

月曜 - 水曜メインキャスター（2024年7月1日 - ）、夏休みおすすめスポット（2024年8月2日 18時台）、静岡菊川親子3人殺人事件取材(2024年7月31日、8月1日)
- しまね家の回覧板ほっと（2024年4月15日 - ）[28]

さき（主人公）およびナレーター
- イチスペ!

防災最前線（家庭の備え編）～いま私たちにできること～（2023年7月2日）
検証 台風7号 ～それでもここで生きる～（2023年9月10日、ナレーター）
- ZIP!

「NOW!ニッポン」（2024年4月24日、5月6日（とっとり花回廊））
- 定時ニュース（下記番組のローカル枠。）
  - NNNストレイトニュース（2022年4月12日[45] - 、ローカルニュース。土曜のみ直後の天気予報を兼務）[注 2]
    - 佐治川（台風7号の被災地）周辺の取材と中継（2023年8月16日、全国ニュースでも放送。）[46]、3人死亡現場（鳥取県大山町）からの中継（2023年10月11日、全国ニュースでも放送。）

  - news every.サタデー（ローカルニュース・天気予報）[注 3]
  - 真相報道 バンキシャ!（ローカルニュース）[注 4]
- 情報ライブミヤネ屋
  - 3人死亡現場（鳥取県大山町）からの中継（2023年10月11日）
- zero選挙

『zero選挙 鳥取・島根』 MC（2024年10月27日 - 10月28日）

## 過去の担当番組

### 日本海テレビ
- ニュースevery日本海（ - 2024年6月）

フィールドキャスター（2022年5月 - 2022年7月1日）→月曜 - 水曜サブキャスター（2022年7月4日 - 2024年6月26日（予定））、木曜・金曜フィールドキャスター（2022年7月7日 - ）、現役警察官が解説、every特集（2023年3月10日）、桜中継（2022年4月1日（袋川桜土手）、2023年3月30日（湊山公園）、2024年4月5日（久松公園））、小林沙貴の代理（2023年8月3日、10月5日、10月6日）、佐治川（台風7号の被災地）周辺の取材と中継（2023年8月16日、news every.（全国ニュース）でも放送。）、台風7号関連臨時ニュース(2023年8月15日、元々は全国ニュース放送の時間だったが番組を予定変更し16時25分から1人体制で避難の呼びかけなどを行った)、3人死亡現場（鳥取県大山町）からの中継（2023年10月11日）、能登半島地震・地震の原因に専門家は（京都大学防災研究所と鳥取市水道局を取材）（2024年2月1日）、防災企画（ホームプラザナフコ東鳥取店を取材）（2024年2月14日。この日は出張のため小林沙貴がサブキャスターを担当した）、砂の美術館中継（2024年4月18日）、鳥取砂丘の取材（2024年5月10日、同日11:00頃のもので、news every.（全国ニュース）第2部「きょうの1日」（16:45頃）でも放送。）
- スパイス!! - 「とっとりSDGsシーズン2022」日本海テレビSDGsアンバサダーとしての活動と「とっとりSDGs未来都市選定記念フォーラム」（2022年12月18日・オンライン開催）の告知（2022年12月17日）[22][68][69]
- オンガクお嬢Remix - 「優勝校決定！スクールソングお嬢SP後編！」（#83）でMCの中尾真亜理とともに「オンガクお嬢」のポーズに出演（2023年2月19日（18日深夜））[注 6][70][71][72][73][74]。
- 『笑いで彩れ！鳥取しゃんしゃん祭生特番 笑祭2023 ～しんいち&ホテイソン～』（2023年8月14日）[75][76][77][78][79][80]

MC
- 定時ニュース（下記番組のローカル枠。）
  - おびわんっ!（ローカルニュース）
    - 3人死亡現場（鳥取県大山町）からの中継（2023年10月11日）
- 能登半島地震被災地の取材と中継（NNN取材団の記者として現地で取材。）[81]
  - NNNストレイトニュース（日本テレビ、全国ニュース）
    - 石川県輪島市（朝市通り）の取材と中継（2024年1月15日[注 7]、全国ニュース。テロップはテレビ金沢送出）[82][83][84][85]

  - 北國新聞ニュース（テレビ金沢、石川県内向けローカルニュース。）
    - 石川県輪島市（朝市通り）の取材と中継（2024年1月15日 11:40 - 11:44[注 7]）[86][87]

  - news every.（日本テレビ、全国ニュース）
    - 石川県輪島市周辺の取材と中継（2024年1月16日[注 8]、第1部。ローカルセールス枠のため、テレビ金沢・日本海テレビは非ネット。部分ネット局のテレビ新潟・北日本放送・福井放送も当該コーナーは非ネット[88][89]）

  - となりのテレ金ちゃん（テレビ金沢、石川県内向け夕方ワイド番組。）
    - 石川県金沢市（かなざわ総合市場）、石川県内灘町（河北潟酪農団地）の取材と中継（2024年1月18日）[注 9][90][91][92]
    - 地震発生から1か月あまりの動き 和倉温泉の旅館再開に向けて（2024年2月5日。1月19日の取材を担当した。）[注 10][93][94]

  - news every.サタデー（日本テレビ、全国ニュース）
    - 石川県七尾市（和倉温泉の旅館「はまづる」）の取材と中継（2024年1月20日、全国ニュース。テロップはテレビ金沢送出）[95][96][97]
- ニュースevery日本海 衆院補選島根1区LIVE2024（日テレNEWS24にも同時ネット）[98][99][100]

サブキャスター（2024年4月28日）

### NHK鳥取放送局
- いろ★ドリ

## 過去の出演番組

### NHK鳥取放送局
- ニュース きん5時（NHK大阪放送局制作、2021年3月5日） - 全国放送されないけど自慢
- 今夜も生でさだまさし（2021年4月25日） - 〜鳥取でしっとりゆったり生放送〜